# Stanton under Bardon
Stanton under Bardon – wieś i civil parish w Anglii, w Leicestershire, w dystrykcie Hinckley and Bosworth. W 2011 civil parish liczyła 634 mieszkańców. Stanton under Bardon jest wspomniana w Domesday Book (1086) jako Stantone.